# No pudimos ser
No Pudimos Ser es la segunda canción del álbum Sólo Muerdo Por Ti publicado por la artista madrileña 'Nena Daconte'. Está compuesta por Mai Meneses, y producida por Manuel Colmenero y Javibu Carretero. Fue estrenada en la radio antes de la publicación del álbum, junto con otras cuatro canciones. Es una de las canciones preferidas de los productores del álbum, según contó Mai en una entrevista en Los 40 Principales.

## Acerca de la canción
No Pudimos Ser trata sobre la fugacidad del amor cuando no se implican ambas partes en él. El estribillo se compone de preguntas retóricas que "resucitarían" ese amor si las dos personas se parasen a pensarlo: "¿y si no pensamos que el diario iba a enfrentarnos al dolor?", "¿y si no pensamos que la vida tiene más de una pasión?".